# Гарелов, Иван
Иван Гарелов (6 февраля 1943, Смилец, Пазарджикская область — 3 сентября 2024, София) — болгарский журналист и телеведущий.

## Жизнь и карьера
Гарелов окончил Софийский университет, где изучал журналистику. В 1972 году он присоединился к коллективу БНТ и вёл программу «Панорама», пока его не сменил Бойко Василев. Гарелов работал на телеканалах Нова телевизия и bTV. С октября 2013 года по июнь 2014 года он был соведущим шоу «Оригиналът» на канале TV7 (вместе с Еленой Йончевой).
Гарелов был женат на журналистке БНР Донке Стамболийской, у них было двое детей. Он умер в Софии 3 сентября 2024 года в возрасте 81 года от осложнений черепно-мозговой травмы.